# Vera Birjoekova
Vera Leonidovna Birjoekova (Russisch: Вера Леонидовна Бирюкова) (Omsk, 11 april 1998) is een Russisch gymnaste.
Op de Olympische Zomerspelen 2016 in Rio de Janeiro behaalde ze met het Russische team goud bij de ritmische gymnastiek landenwedstrijd.

## Resultaten

### Olympische Zomerspelen
| Jaar | Plaats         | Resultaten                           |
| ---- | -------------- | ------------------------------------ |
| 2016 | Rio de Janeiro | ritmische gymnastiek landenwedstrijd |

1996: Baldó, Cabanillas, Giménez, Guréndez, Lamarca, Martínez ·
2000: Belova, Lavrova, Netejesova, Sjimanskaja, Tsjalamova, Zilber ·
2004: Beloegina, Glatskich, Koerbakova, Lavrova, Moerzina, Posevina ·
2008: Alijtsjoek, Gavrilenko, Gorboenova, Posevina, Sjkoerichina, Zoejeva ·
2012: Bliznjoek, Donskova, Doedkina, Makarenko, Nazarenko, Svastjanova ·
2016: Birjoekova, Bliznjoek, Maksimova, Tatareva, Tolkatsjova ·
2020: Dyankova, Kiryakova, Radukanova, Traets, Zafirova ·
2024: Guo, Hao, Huang, Wang, Ding